# Abanni
Die Abanni (auch Abannae) waren ein antiker Volksstamm im Nordwesten Afrikas.
Sie siedelten in der historischen Landschaft Mauretanien, die den Norden der heutigen Staaten Marokko und Algerien umfasste und in den ersten nachchristlichen Jahrhunderten zum Römischen Kaiserreich gehörte. Gemeinsam mit ihrem Nachbarstamm der Caprarienses, dessen Angehörige in den nach ihnen benannten Bergen lebten, nahmen die Abanni um 375 n. Chr. am Aufstand des Usurpators Firmus gegen Kaiser Valentinian I. teil. Beide Völkerschaften wurden vom römischen General Flavius Theodosius besiegt. Dieser dürfte anschließend nach Auzia weitergezogen sein.
Nach Meinung des Epigraphikers Johannes Schmidt lagen die Wohnsitze der Abanni wohl in der römischen Provinz Mauretania Sitifensis. Der römische Historiker Ammianus Marcellinus gibt an, dass sie unweit der Äthiopier lebten, eventuell am Rand der Gebirgskette des Saharaatlas. Diese Lokalisierung scheint der spätantike lateinische Dichter Claudian in einer Passage seiner Lobrede auf das vierte Konsulat des Honorius zu bestätigen, der zufolge Theodosius bei seinem Kampf gegen Firmus durch die äthiopische Wüste zog und bis zum Atlas vorstieß. Der französische Archäologe Charles Joseph Tissot hält die heutigen Aït-Abenn, die im Bergland nordwestlich von M'Sila leben, für Nachfahren der antiken Abanni.